# رادولییتسا
رادولییتسا (به آلمانی: Radmannsdorf)  در اسلوونی با جمعیت ۵٬۹۲۲ نفر است که در upper carniola واقع شده‌است.